# Сен-Певер
Сен-Певе́р (фр. Saint-Péver, брет. Sant-Pever) — коммуна во Франции, находится в регионе Бретань. Департамент — Кот-д’Армор. Входит в состав кантона Плело. Округ коммуны — Генган.
Код INSEE коммуны — 22322.

## География
Коммуна расположена приблизительно в 410 км к западу от Парижа, в 115 км западнее Ренна, в 25 км к западу от Сен-Бриё.

## Население
Население коммуны на 2016 год составляло 415 человек.
| 1962 | 1968 | 1975 | 1982 | 1990 | 1999 | 2008 | 2016 |
| ---- | ---- | ---- | ---- | ---- | ---- | ---- | ---- |
| 351  | 358  | 329  | 303  | 316  | 328  | 357  | 415  |

## Администрация
| Период    | Период       | Фамилия           | Партия        | Примечания |
| --------- | ------------ | ----------------- | ------------- | ---------- |
| 1983      | 1989         | Морис Ле Генью    |               | фермер     |
| 1989      | 1995         | Франсис Филипп    |               |            |
| 1995      | 2001         | Франсис Ле Негаре |               |            |
| 2001      | 2008         | Анри Ле Генью     |               | фермер     |
| март 2008 | декабрь 2008 | Мишель Бега       |               |            |
| 2008      |              | Жан Журдан        | Разные правые | фермер     |

## Экономика
В 2007 году среди 226 человек в трудоспособном возрасте (15—64 лет) 177 были экономически активными, 49 — неактивными (показатель активности — 78,3 %, в 1999 году было 72,8 %). Из 177 активных работали 170 человек (93 мужчины и 77 женщин), безработных было 7 (3 мужчин и 4 женщины). Среди 49 неактивных 11 человек были учениками или студентами, 24 — пенсионерами, 14 были неактивными по другим причинам.

## Достопримечательности
- Часовня Нотр-Дам-де-Ретюдо (XIV век). Исторический памятник с 1954 года[3]
- Часовня Нотр-Дам-д’Авожур (XIV век). Исторический памятник с 1957 года[4]
- Церковь Св. Петра (1861—1865 годы)
- Усадьба Туль-Борзу

## Фотогалерея

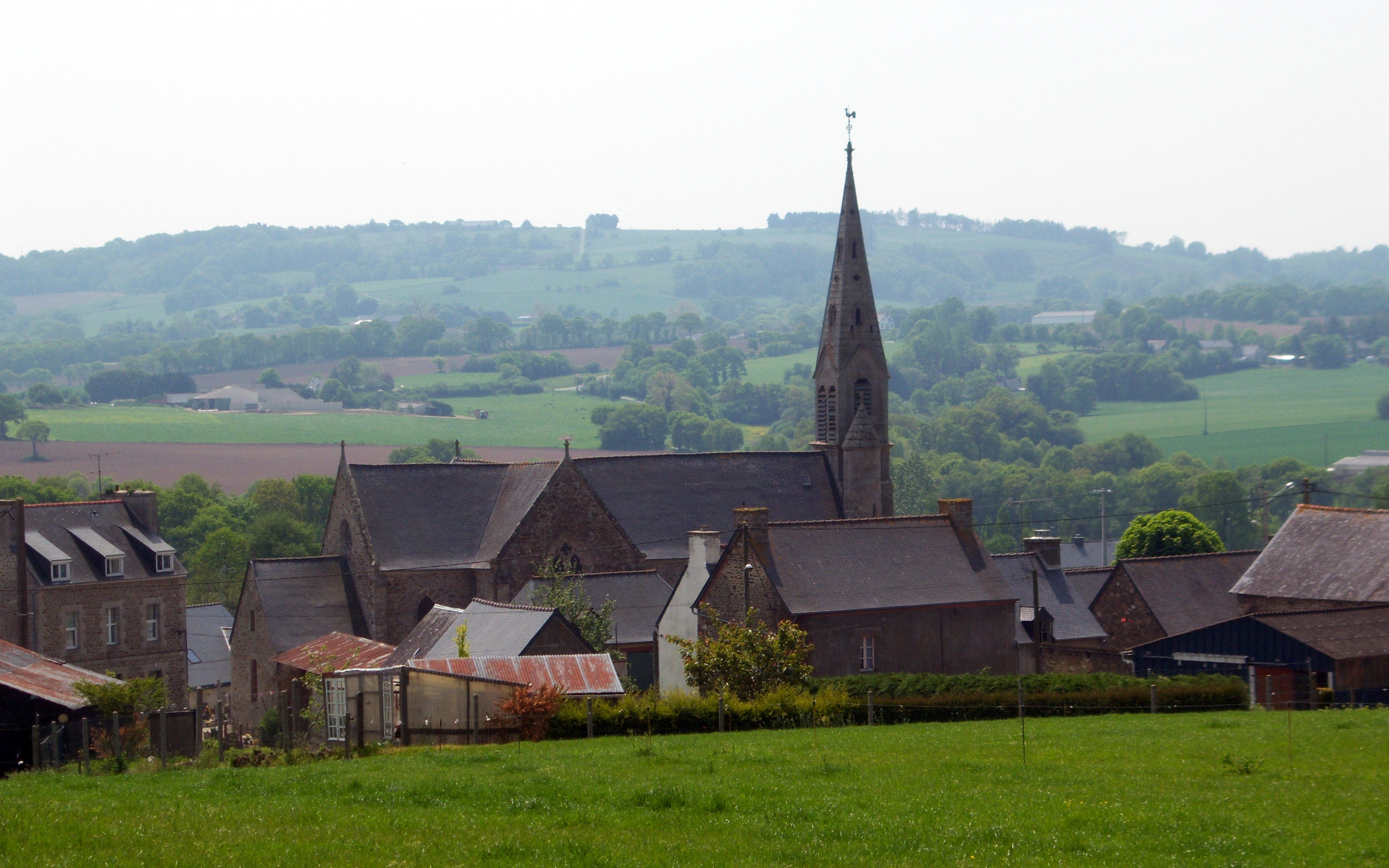
Сен-Певер
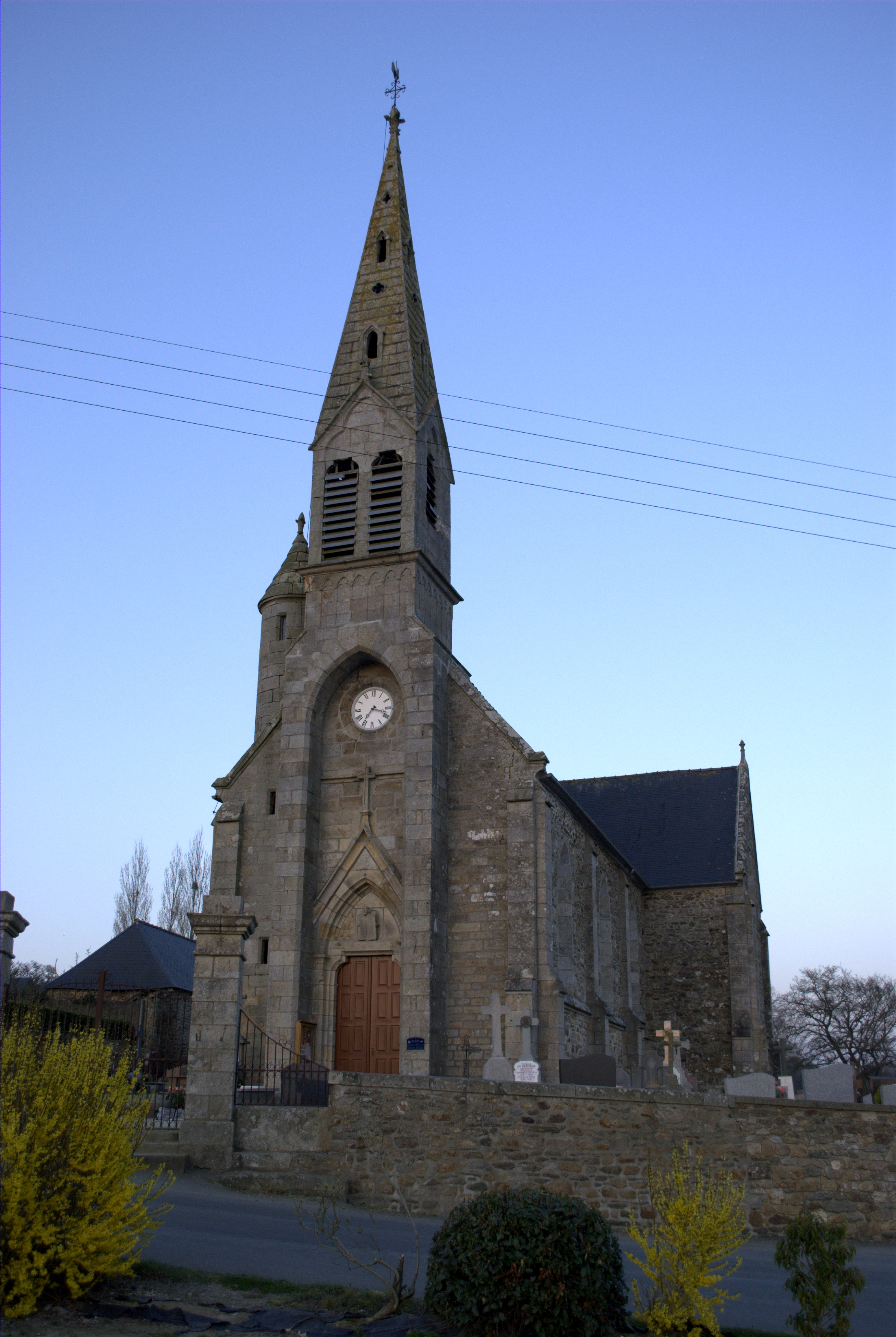
Церковь Св. Петра
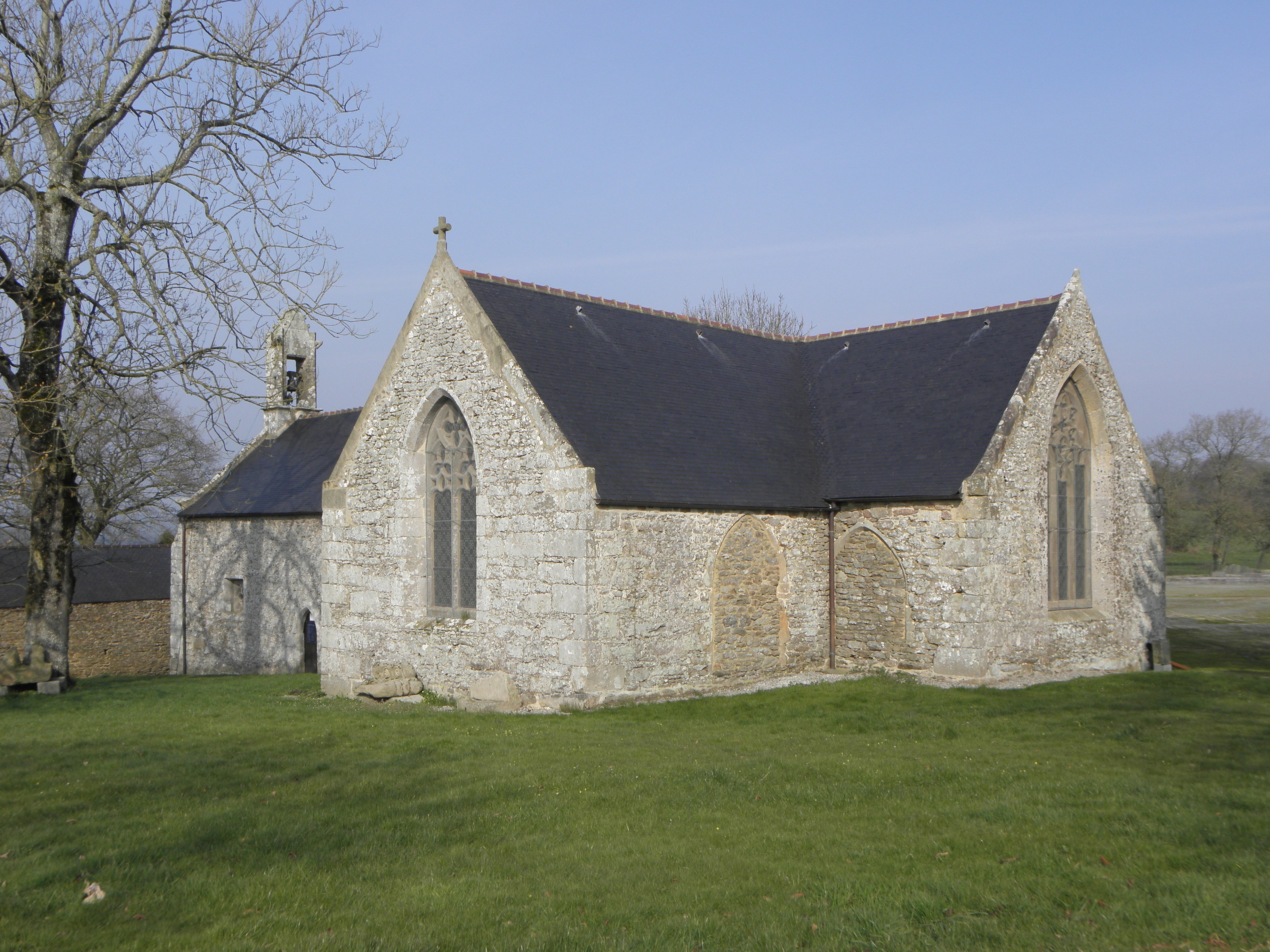
Часовня Нотр-Дам-де-Ретюдо
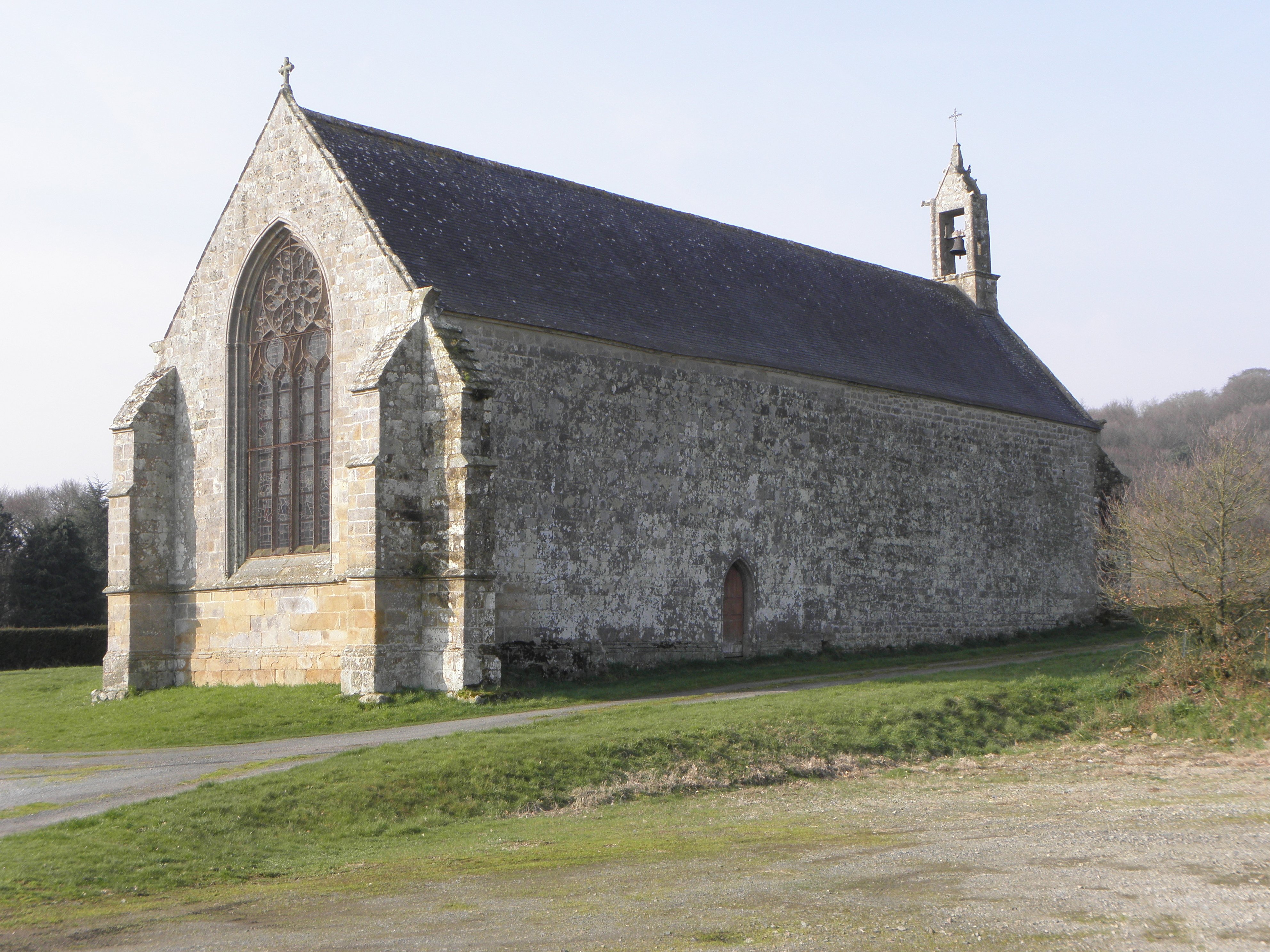
Часовня Нотр-Дам-д’Авожур
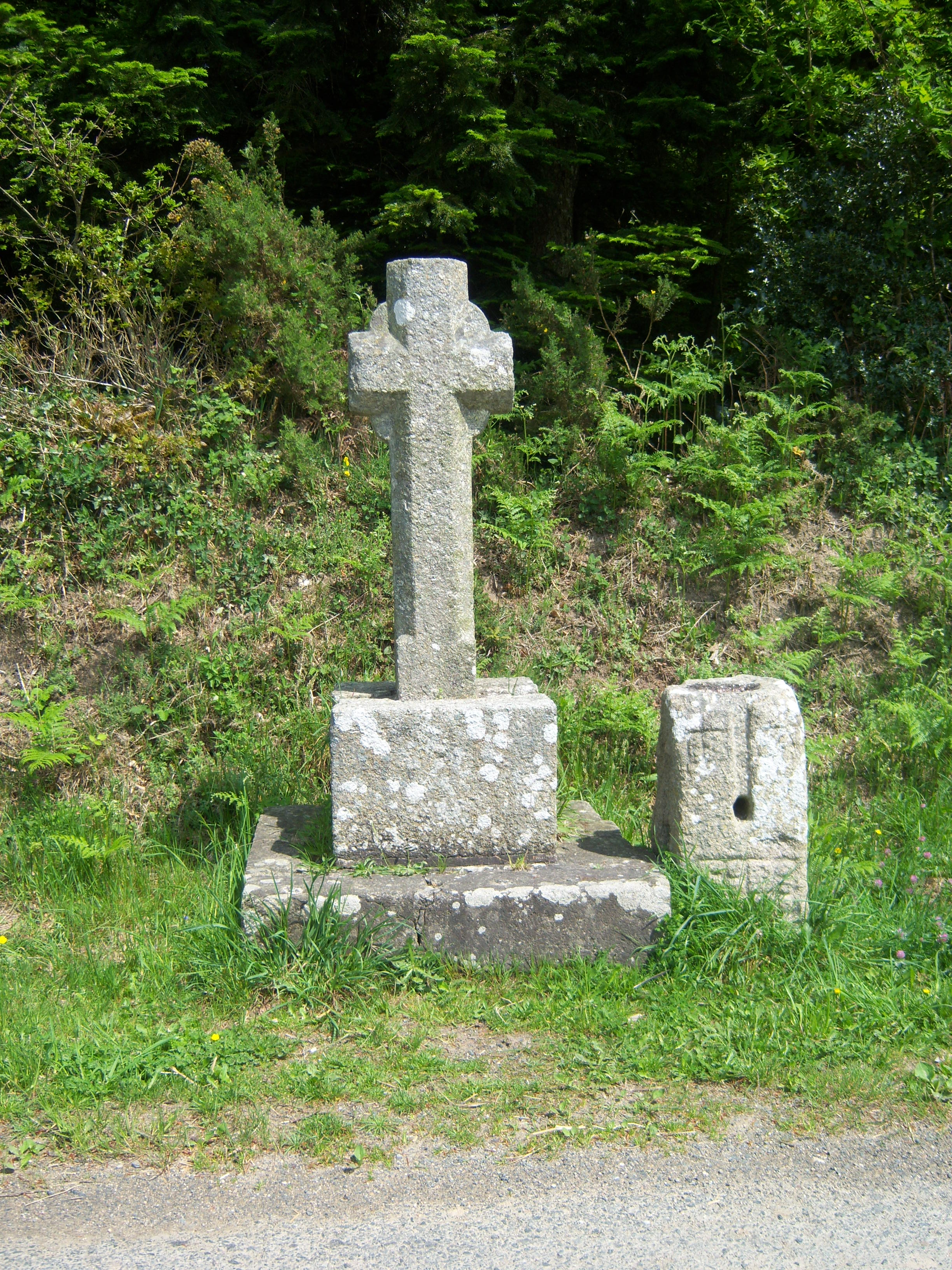
Придорожный крест
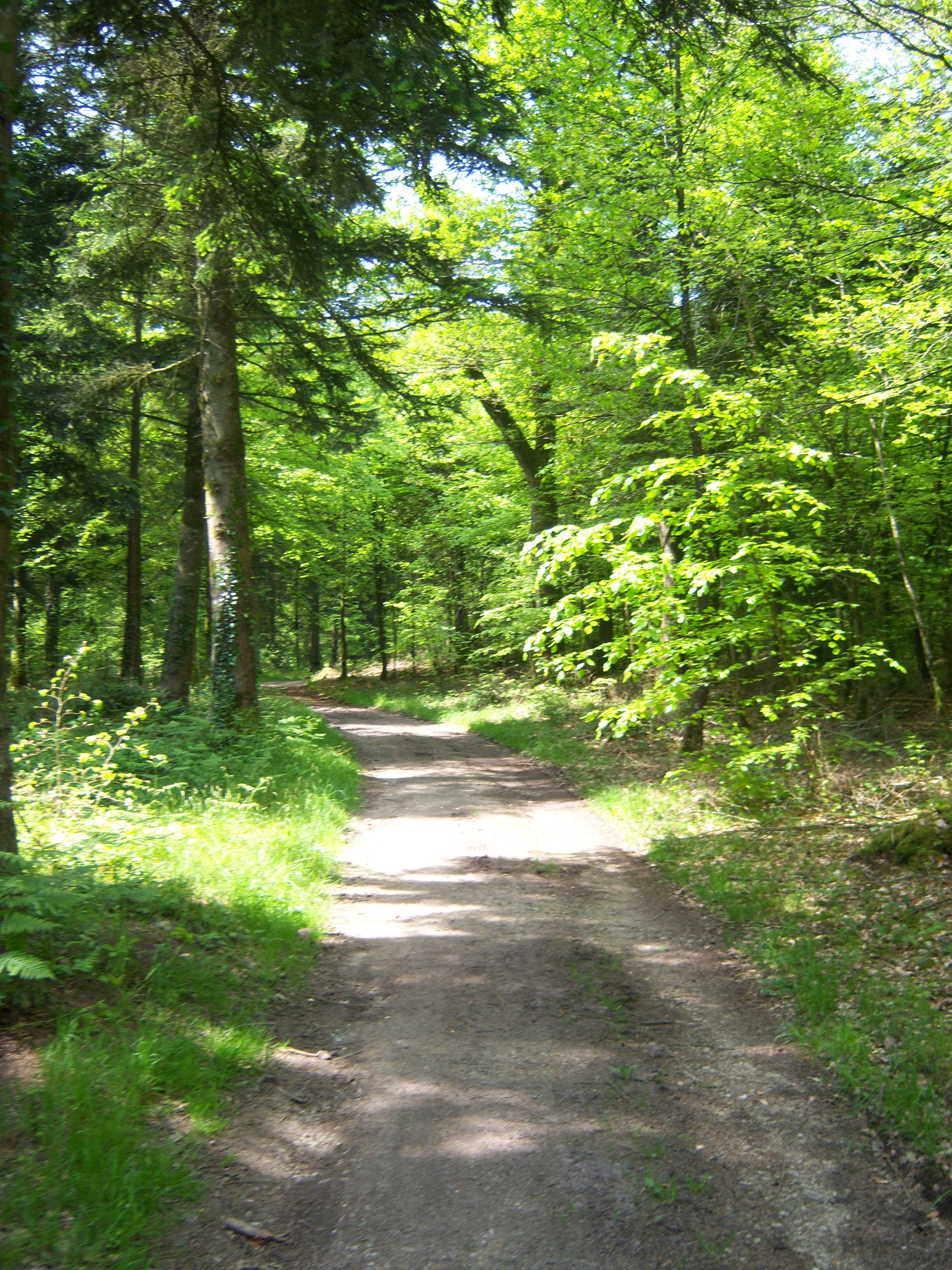
Лес Буа-Мёр